# Обернений елемент
Обернений елемент — одне з понять абстрактної алгебри. 

## Визначення
- Нехай {\displaystyle (M,\cdot )} — множина {\displaystyle M} з визначеною на ній бінарною операцією {\displaystyle \cdot }. Нехай {\displaystyle x\in M} — довільний елемент множини {\displaystyle M}. Якщо справедливе рівняння

{\displaystyle x\cdot y=e,}
де {\displaystyle y\in M}, а {\displaystyle e\in M} — нейтральний елемент відносно операції {\displaystyle \cdot }, тоді {\displaystyle y} називається правим оберненим щодо {\displaystyle x}.
- Аналогічним чином, якщо виконується:

{\displaystyle y\cdot x=e,}
тоді {\displaystyle y} називається лівим оберненим до {\displaystyle x}.
- Елемент {\displaystyle y\in M}, що є правим і лівим оберненим до {\displaystyle x}, себто такий, що:

{\displaystyle x\cdot y=y\cdot x=e,}
називається просто оберненим щодо {\displaystyle x} і позначається {\displaystyle x^{-1}}.
- Елемент, для якого існує обернений елемент, називається оборотним.

## Зауваження
- Наведене вище визначення дане в мультиплікативній нотації. Якщо використовується аддитивна нотація {\displaystyle (M,+)}, тоді оборотний елемент називається протилежним і позначається {\displaystyle -x}.
- Взагалі кажучи, один і той самий елемент {\displaystyle x\in M} може мати декілька правих обернених і декілька лівих обернених елементів і вони не зобов'язані перетинатися.

## Властивості
- Нехай операція {\displaystyle \cdot } асоціативна. Тоді якщо для елемента {\displaystyle x\in M} визначені ліві і праві обернені, то вони рівні і єдині.

## Приклади
| Множина                                 | Бінарна операція                            | Обернений елемент                           |
| --------------------------------------- | ------------------------------------------- | ------------------------------------------- |
| Дійсні числа                            | {\displaystyle +} (сума)                    | {\displaystyle \ -x}                        |
| Дійсні числа, що не дорівнюють нулю     | {\displaystyle \cdot } (множення)           | {\displaystyle \ 1/x}                       |
| Функції виду {\displaystyle \ f:M\to M} | {\displaystyle \circ } (композиція функцій) | {\displaystyle \ f^{-1}} (обернена функція) |